# Шейные позвонки
Ше́йные позвонки́ (лат. vertebrae cervicales) — семь (редко шесть или восемь) позвонков, составляющих шейный отдел позвоночника человека.

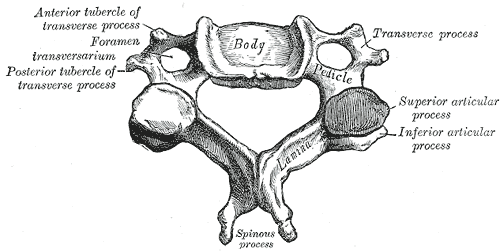
Строение типичного шейного позвонка.

## Строение
Шейные позвонки испытывают наименьшую нагрузку по сравнению с позвонками других отделов позвоночника, поэтому у них небольшие, низкие тела. Шейный отдел больше всего подвержен травмам, потому что имеет слабые мышцы, подвергающиеся довольно существенным нагрузкам, а его позвонки характеризуются маленькими размерами и невысокой прочностью.
Позвонки шеи включают в себя поперечные отростки, имеющие отверстия. В этих отверстиях проходят артерии и вены, участвующие в обеспечении головного мозга кислородом и питанием.
При различных патологиях шейного отдела позвоночника, например при появлении грыж, сдавливающих кровеносные сосуды, возникает недостаточность мозгового кровоснабжения. 
У человека могут появиться: 
- головные боли;
- ухудшение общего состояния;
- головокружения;
- расстройства походки и речи.

Среди часто встречающихся болезней позвоночника ведущее место занимает остеохондроз шейного отдела.  Это связано с тем, что большинство людей ведут малоподвижный образ жизни.  Статистические данные свидетельствуют, что четверть населения планеты страдает этим недугом на разных стадиях.
Позвонки шейного отдела изогнуты дугой вперёд — лордоз.
Шейный отдел – самый подвижный участок позвоночника. Он отвечает за осуществление движений шеи, за наклоны и повороты головы. Повреждения шейного отдела позвоночника могут произойти вследствие сильного удара в область шеи или при чрезмерном или резком наклоне головы. Такой вид травмы может сопровождаться травмой спинного мозга.
Шейных позвонков у человека семь. 
Встречаются врожденные особенности:
- Недоразвитие позвонков (уплощенные позвонки, микроспондилия).
- Асимметричное развитие одной из половин позвонков.
- Увеличение или уменьшение числа позвонков.
- Добавочные клиновидные позвонки и полупозвонки.
- Клиновидные альтернирующие позвонки и полупозвонки.
- Задние клиновидные позвонки.
- Тотальное или частичное слияние смежных позвонков (рис.).
- Бабочковидные позвонки.
- Spina bifida (задние и передние).
- Недоразвитие дужки, отростков, спондилолиз, спондилолистез.

Первый и второй шейные позвонки – атлант (СI) и эпистрофей, или аксис (СII), — соединяют позвоночник с черепом и образуют атлантоаксиально-затылочный комплекс. У позвонка СI нет тела, но имеются передняя и задняя дуги, ограничивающие просвет позвоночного канала. Верхняя поверхность позвонка СI имеет слегка вогнутые суставные отростки, которые соединены с мыщелками затылочной кости. У позвонка СII имеется тело, которое переходит в зубовидный отросток. Он выступает вверх, сочленяется с внутренней поверхностью передней дуги атланта и достигает уровня большого затылочного отверстия. Между позвонками СI и СII имеются три сустава: два парных сустава между СI и СII и один между зубовидным отростком СII и дугой позвонка СI. Позвоночное отверстие широкое, по форме близкое к треугольному. Поперечные отростки имеют отверстие поперечного отростка (лат. foramen transversarium), в котором проходит поперечноотросчатая часть позвоночной артерии (лат. pars transversaria arteriae vertebralis). Рядом с отверстием на верхней стороне поперечного отростка находится борозда спинномозгового нерва (лат. sulcus nervi spinalis). Конец поперечного отростка разделяется на два бугорка — передний и задний (лат. tuberculum anterius et posterius). Передний бугорок шестого шейного позвонка хорошо развит, его называют сонным бугорком (лат. tuberculum caroticum), так как к нему при необходимости может быть прижата общая сонная артерия. Суставные отростки шейных позвонков короткие и слегка наклонены, их суставные поверхности плоские. Остистые отростки шейных позвонков короткие, раздвоенные на конце. 
У седьмого шейного позвонка остистый отросток длинный, его легко прощупать у человека, поэтому седьмой позвонок называют выступающим (лат. vertebra prominens).

## Аномалии развития
Частой аномалией шейного отдела позвоночника являются хорошо развитые шейные рёбра у седьмого шейного позвонка. При этом седьмой позвонок приобретает сходство с грудными. Также может происходить расщепление дуг позвонков вследствие несращения переднего невропора. Это приводит к миеломенингоцеле.